# Crapette
Crapette is een kaartspel dat door twee spelers met twee sets van 52 speelkaarten zonder jokers wordt gespeeld. Het doel van het spel is, om als eerste alle kaarten op tafel te leggen.
Het spel is in Amerika en Engeland bekend onder de naam Russian Bank, en in Frankrijk als Crapette.

## Delen
In het begin hebben beide spelers een set van 52 speelkaarten. Na het schudden worden hiervan twaalf kaarten dicht op tafel gelegd, met de dertiende kaart open erbovenop. Deze stapel is de stok, en ligt aan de rechterkant van de speler. Van de overige kaarten worden vier kaarten dicht op tafel gelegd, en hierop komt op iedere kaart een open kaart. De andere speler doet hetzelfde, en de kaarten liggen dan zodanig op tafel dat de azen er later tussen passen. De overgebleven 31 kaarten komen aan de linkerzijde als de stapel.
|  |   |   |  |
|  | ♠ | ♠ |  |
|  | ♥ | ♥ |  |
|  | ♦ | ♦ |  |
|  | ♣ | ♣ |  |
|  |   |   |  |

## Het spel
De speler met de laagste kaart op de stok begint. Bij het begin van de beurt mag de speler eerst van de stok spelen, en daarna van de stapel. De open kaarten op de stok blijven boven op de dichte kaarten liggen, terwijl de open kaarten van de stapel naast de stapel komen te liggen. Als de stapel helemaal gespeeld is, worden de kaarten gekeerd en weer als stapel gebruikt. Net als bij patience dienen de kaarten van hoog naar laag afwisselend zwart en rood te worden neergelegd. Dit kan gebeuren met de kaarten die op al tafel liggen, of met de kaarten van de stok of stapel. Om kaarten van de ene rij naar de andere op tafel te kunnen leggen, dient hiervoor een open plek op tafel te worden gecreëerd. Bij de tegenstander kunnen kaarten van dezelfde soort op de stok of stapel worden gelegd, in oplopende of aflopende volgorde. Een harten acht kan zo bijvoorbeeld op een harten zeven of harten negen worden gespeeld. 
De azen worden op het midden van de tafel gespeeld, en hierop worden de overige kaarten van dezelfde soort gelegd, net als bij patience.